# لوازم ماهیگیری

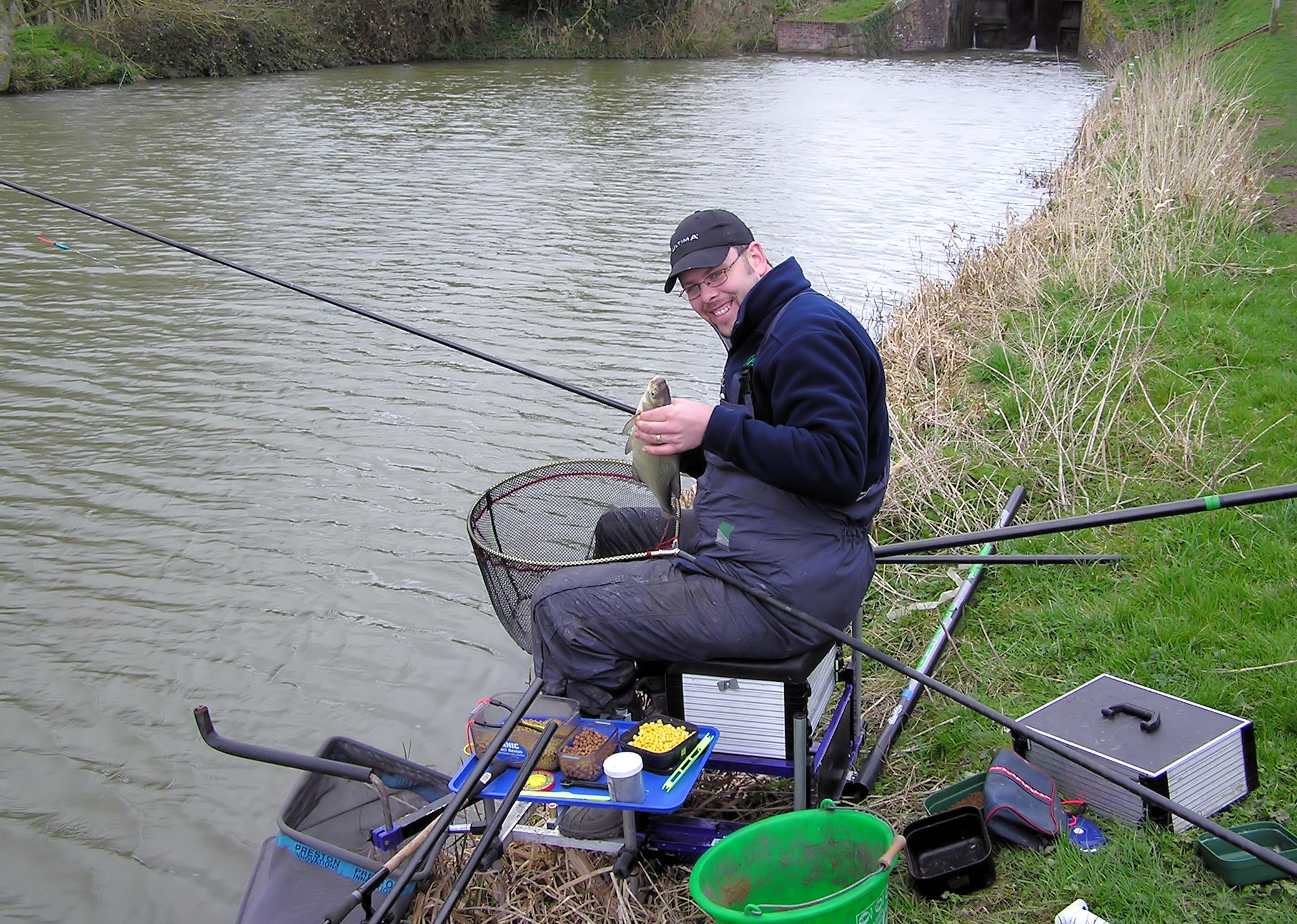
یک ماهیگیر در کانال کنت و آوون، انگلستان، که با ابزار خود احاطه شده‌است.

لوازم ماهیگیری یا ابزار ماهیگیری (به انگلیسی: Fishing tackle)، تجهیزاتی هستند که ماهیگیران هنگام ماهیگیری از آن استفاده می‌کنند. تقریباً هر وسیله یا ابزاری که در ماهیگیری استفاده می‌شود را می‌توان وسیله ماهیگیری نامید، به عنوان مثال می‌توان به نخ ماهیگیری، قلاب، ریسمان ماهی، طعمه / دام، میله، قرقره، شناور، سینک / تغذیهکننده، تور، بند / توری / چاه زنده، نیزه، گاف، تله، و جعبه‌های گیره، و همچنین هر سیم، گیره، مهره، قاشق، تیغه، چرخنده، گیره و ابزاری که گره زدن را آسان می‌کند.